# Navsari (Distrikt)
Der Distrikt Navsari (Gujarati: નવસારી જિલ્લો) ist einer von 26 Distrikten des Staates Gujarat in Indien. Die gleichnamige Stadt Navsari ist die Hauptstadt des Distrikts. Die letzte Volkszählung im Jahr 2011 ergab eine Gesamtbevölkerungszahl von 1.329.672 Menschen.

## Geschichte
Von vorchristlicher Zeit wurde das Gebiet – wie die ganze Region – von diversen buddhistischen und hinduistischen Herrschern regiert. Die erste Zivilisation war die Indus-Kultur. Es war jahrhundertelang in militärische Auseinandersetzungen mit muslimischen Eroberern und Regenten im Norden Indiens verwickelt. Ende des 16. Jahrhunderts geriet es unter die Herrschaft der Großmoguln. Bereits seit Anfang des 18. Jahrhunderts griffen die Marathen die Herrschaft der Muslime an. Im Jahr 1753 wurde das Gebiet Teil des hinduistischen Marathenreichs. Im Jahr 1755 wurde es ein Landesteil des Baroda Staats unter dem Namen Navsari Prant. Es teilte die Geschichte des Baroda-Staats unter britischer Herrschaft und gehörte somit zur britischen Verwaltungsregion Bombay Presidency. Mit der Unabhängigkeit Indiens 1947 und der Neuordnung des Landes wurde es 1949 Teil des neuen Bundesstaats Bombay. Im Jahre 1960 wurde dieser indische Bundesstaat geteilt und das Gebiet kam zum neu geschaffenen Bundesstaat Gujarat. Das Gebiet des Distrikts in heutigem Umfang entstand am 2. Oktober 1997. Dazu wurden Teile des bisherigen Distrikts Valsad ausgegliedert und zum neuen Distrikt Navsari zusammengefügt.

## Bevölkerung

### Bevölkerungsentwicklung
Wie überall in Indien wächst die Einwohnerzahl im Distrikt Navsari seit Jahrzehnten stark an. Die Zunahme hat sich allerdings stark verlangsamt und betrug in den Jahren 2001–2011 nur noch rund 8 Prozent (8,15 %). In diesen zehn Jahren nahm die Bevölkerung dennoch um rund 100.000 Menschen zu. Die genauen Zahlen verdeutlicht folgende Tabelle:

### Bedeutende Orte
Einwohnerstärkste Ortschaft und einzige Großstadt des Distrikts ist der Hauptort Navsari mit rund 160.000 Bewohnern. Weitere bedeutende Städte mit einer Einwohnerschaft von mehr als 10.000 Menschen sind Vijalpor, Bilimora, Gandevi, Kabilpor, Bansda, Mahuvar, Devsar und Chhapra. Die städtische Bevölkerung macht 30,77 Prozent der gesamten Bevölkerung aus.